# Alice the Golf Bug
Série Alice Comedies
Alice the Lumberjack
(1926) Alice Foils the Pirates
(1927)
Pour plus de détails, voir Fiche technique et Distribution.
Alice the Golf Bug est un court métrage d'animation américain muet de la série Alice Comedies sorti en 1927.

## Synopsis
Pete, Julius et Alice participent à un tournoi de golf.

## Fiche technique
- Titre original : Alice the Golf Bug
- Série : Alice Comedies
- Réalisation : Walt Disney
- Animation : Ub Iwerks, Rollin Hamilton, Hugh Harman, Rudolf Ising
- Encrage et peinture : Irene Hamilton, Walker Harman
- Photographie : Rudolf Ising
- Production : Margaret J. Winkler
- Société de production : Disney Brothers Studios
- Société de distribution : FBO pour Margaret J. Winkler (1927)
- Budget : 1 086,33 $
- Pays :  États-Unis
- Format d'image : noir et blanc - muet - 35 mm - 1,33:1 - procédé cinématographique : sphérique
- Genre : animation et prises de vues réelles
- Durée : 7 minutes
- Dates de sortie : 
  - Version muette : 10 janvier 1927[1]
  - Version sonorisée : ?

Source : Walt in Wonderland

## Distribution
- Margie Gay : Alice

## Commentaires
Produit en juillet-août 1926, le film a été livré le 11 septembre 1926. Le copyright a été déposé le 10 janvier 1927 par R-C Pictures Corp.  